# 滋賀羽二重糯
滋賀羽二重糯（しがはぶたえもち）は、滋賀県農事試験場（現 滋賀県農業技術振興センター）が開発した日本のイネの品種名および銘柄名である。もち米の品種。

## 概要
1938年に育成を開始し、1939年に「改良羽二重」から純系分離により育成された品種。地方番号は滋賀糯59号。
柔らかく、粘りがあり、きめ細かな舌ざわりの食感で、もち米として最高の評価を受けている。現在でも最高級のもち米として栽培されている。
1952年から1989年まで昭和天皇に正月用の餅として献上し続けた。